# Shangasha
Shangasha ist einer von 21 Sektoren im Distrikt Gicumbi in der Nordprovinz von Ruanda.

## Geographie
Shangasha hat eine Fläche von 32,9 km² und liegt auf einer Höhe von etwa 2090 m. Der Sektor unterteilt sich in die fünf Zellen Bushara, Kitazigurwa, Nyabishambi, Nyabubare und Shangasha und umfasst 28 Dörfer. Nachbarsektoren sind im Norden Mukarange, im Osten Rushaki, im Südosten Bwisige und im Südwesten Byumba.

## Bevölkerung
Nach der Volkszählung von 2022 betrug die Einwohnerzahl 18.696 Einwohner. Zehn Jahre zuvor waren es 15.929, was einem jährlichen Bevölkerungszuwachs von 1,6 Prozent zwischen 2012 und 2022 entspricht.

## Verkehr
Durch den Sektor verläuft eine Stand 2022 nicht asphaltierte District Road von Nordwesten nach Süden.